# Джамаат Нусрат аль-Ислам валь-Муслимин
«Джамаат Нусрат аль-Ислам валь-Муслимин» (Jama’a Nusrat ul-Islam wa al-Muslimin, JNIM; араб. جماعة نصرة الإسلام والمسلمين‎) — Салафитская джихадисткая  вооружённая группировка, действующая в Магрибе и Западной Африке, называет себя официальным отделением «Аль-Каиды» в Мали. Возникла в 2017 году в результате объединения различных салафитских джихадистких   группировок, как филиала организации «Аль-Каида в странах исламского Магриба» (АКИМ) в Сахеле, группировок «Ансар ад-Дин», «Аль-Мурабитун» и других . Название группировки переводится как «Группа поддержки ислама и мусульман». В 2018 году признана США зарубежной террористической организацией и включена в санкционный список Советом Безопасности ООН как организация, связанная с «Аль-Каидой».

## Идеология
Центр стратегических и международных исследований описывает организацию как «связанную с Аль-Каидой салафитско-джихадистскую повстанческую организацию, которая стремится заменить установленную государственную власть радикальной интерпретацией шариата» .

Территории, контролируемые Джамаатом помечены белым цветом

## История
О создании группировки «Джамаат Нусрат аль-Ислам валь-Муслимин» её лидер Ияд Аг Гали объявил 2 марта 2017 года в выступлении, которое транслировалось информационным агентством «Аз-Заляка». Аг Гали заявил, что его группа является часть официальной сети «Аль-Каиды», и принёс клятву верности лидерам исламистов: Абдельмалеку Друкделю («Аль-Каида в странах исламского Магриба» (АКИМ)), Айману аз-Завахири («Аль-Каида») и Хайбатулле Ахундзада («Талибан»). «Джамаат» возник путём объединения трёх джихадистских организаций, действовавших в Западной Африке и связанных с «Аль-Каидой»: филиала организации АКИМ в Сахеле, группировок «Ансар ад-Дин» и «Аль-Мурабитун». К объединению также присоединился «Фронт освобождения Масины», вооружённая группировка, тесно связанная с «Ансар ад-Дин». Лидер «Джамаата» Ияд Аг Гали ранее возглавлял «Ансар ад-Дин» и долгое время был лидером повстанческого движения туарегов.
Вошедшие в группировку организации с 2012 года вели боевые действия с целью захвата территории на севере Мали, начавшиеся с туарегского восстания, а также совместно действовали против малийских, а затем и французских вооружённых сил, стремившихся навести порядок в регионе. Объединение было проведено по инициативе «Аль-Каиды» и призвано было объединить ресурсы организаций и лучше наладить стратегическое взаимодействие. При этом руководство «Аль-Мурабитун», хотя и подтвердило приверженность объединению, заявило, что организация сохранит автономию.
Первая террористическая атака группировки была проведена уже 5 марта 2017 года против военной базы в центральном Мали, недалеко от границы с Буркина-Фасо. Террористы убили 11 малийских военных, уничтожили военную технику и захватили оружие. В феврале 2018 года в ходе трёх рейдов, проведённых французскими контр-террористическими силами в северном Мали, было уничтожено 6 лидеров и 20 боевиков организации. В качестве акта мести террористы из «Джамаата» 2 марта атаковали посольство Франции и Генеральный штаб вооруженных сил Буркина-Фасо в Уагадугу 2 марта 2018 года. В апреле джихадисты атаковали военную базу в Томбукту, где базировались французские военные и участники миротворческой миссии ООН, используя миномёты, ракеты, огнестрельное оружие и автомобили, начинённые взрывчаткой. В ходе нападения ранения получили семеро французских военных. В июне 2018 года джихадисты атаковали штаб-квартиру Объединённых сил Сахельской группы пяти в Севарэ.
Начиная с ноября 2017 года «Джамаат» сотрудничал Исламское государство в странах Сахеля (ИГСС), региональной ячейкой ИГ. Известно по крайней мере пять случаев, когда группировки действовали заодно. Так, в мае 2019 году во время нападения ИГСС на военный конвой в Нигере, местные силы «Джамаата» предоставили для рейда своих боевиков в обмен на часть добычи. Негласное сотрудничество между двумя террористическими организациями в регионе закончилось летом 2019 года. После этого между группировками произошло по меньшей мере 125 вооружённых стычек, в которых погибло около 730 боевиков.

## Стратегия
На сентябрь 2018 года численность бойцов группировки оценивалась в пределах 1000—2000. Группа наиболее активно действовала в Мали, а также проводила операции в Нигере и Буркина-Фасо. В своих выступлениях Ияд Аг Гали называл главным противником группировки «Францию, которая является историческим врагом мусульман в этой части мира», второстепенными целями для атак назывались союзники Франции в Западной Африке, включая США. После каждой из атак против французских вооружённых сил «Джамаат» делал заявления о том, что война «продолжится, пока последний из солдат Крестоносной Франции не покинет мусульманскую землю Мали». Под руководством Аг Гали группа следует глобальной стратегии «Аль-Каиды» по выставлению боле умеренными в сравнении с другими исламистскими террористическими организациями (в частности ИГ) и проповедует принцип «боевые действия против сил безопасности, а не атаки против населения».

## Лидеры
- Ияд Аг Гали (с марта 2017) — малийский туарег, джихадист, основатель «Ансар ад-Дин», лидер группировки. В 2017 году в видеообращении объявил о создании группировки и присягнул на верность лидерам международных террористических организаций. В феврале 2013 года США присвоили ему статус международного террориста особого значения[англ.][8].
- Хасан аль-Ансари (март 2017 — март 2018) — сооснователь «Аль-Мурабитун» и один из основателей группировки. Убит во время рейда французских спецслужб в алжирском Ти-Н-Зауатене[8].
- Абу Абдул Рахман аль-Санхаджи (марта 2017 — ноябрь 2019) — долгое время являлся верховным судьёй и заместителем руководителя «Аль-Мурабитун», сменил Мухтара Бельмухтара в качестве лидера группы после слияния в «Джамаат»[8]. Убит во время совместной операции французских, малийских и американских сил[10].
- Яхья Абу Хаммам (март 2017 — февраль 2019), также известный как Джамель Окача, — руководитель операций АКИМ в Сахеле, эмир АКИМ в Томбукту. Признан террористом США, Францией, Алжиром и ООН[8]. Убит французскими коммандос в пустыне к северу от Томбукту[11].
- Амаду Куффа[фр.] (с марта 2017) — бывший лидер «Фронта освобождения Масины», фуланийский имам[8].
- Ба Аг Мусса (2017 — ноябрь 2020), также известный как Абу Шария, — один из лидеров группировки, которого называли «правой рукой» Аг Гали. Был убит французскими спецслужбами в ходе операции «Бархан» в малийском регионе Менака[9].